# Sereno

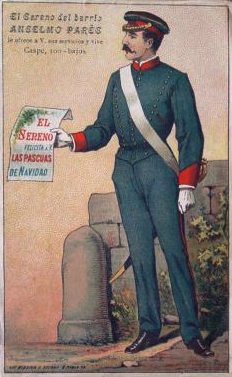
Tarja daguinaldo d'un sereno del

El sereno era un vigilant municipal nocturn que antigament rondava de nit a les poblacions de certa importància. A les ciutats s'encarregava de vigilar un sector o una zona delimitada.

## Història
El cos de serenos va ser creat a Espanya per un decret del 1834. El patró del cos de serenos era l'Àngel Custodi. Generalment els serenos eren empleats de l'administració municipal i depenien de l'ajuntament local. En altres ocasions no tenia sou i vivia de les donacions de comerciants i veïns.
El sereno vigilava la ciutat o poble de nit i s'encarregava de les funcions següents: 
- Mirar de posar pau entre baralles de borratxos, freqüents a la nit.
- Perseguir els lladres.
- Avisar el metge en cas de malaltia.
- Acompanyar a la farmàcia.
- Anar a buscar la llevadora.
- Obrir els portals dels habitatges durant les hores nocturnes.

Els serenos duien un uniforme, abric i barret blau fosc d'acord amb llur posició de representants de l'autoritat.
Portaven un grapat de claus amb una cadena a la cintura i brandaven una llança curta amb punxa de ferro anomenada "xuixo" (cast. "chuzo").
Cada hora entonaven el cant: «Alabado sea Dios. Las once han dado. (o l'hora que fos). Sereno.»
Abans de Nadal el sereno, igual que altres empleats municipals, com el carter i el fanaler, anava de casa en casa demanant un aguinaldo (propina) a canvi del qual donava una estampeta.
A Catalunya durant la dictadura del General Franco els serenos col·laboraven amb la Policia Armada per enxampar gent que feia pintades contra el règim.
La figura del sereno va desaparèixer als any setanta del segle xx. Tot i així actualment s'han tornat a implantar en ciutats com Gijón i Múrcia.

## Cultura popular
Segons la cultura popular, l'origen del nom del sereno rau en el fet que a aquelles hores de la nit era l'únic individu que hom trobava als carrers que no estava borratxo. «El sereno» és també una sardana de Josep Coll i Ligora (1893 - 1965).